# ボディヒート
『 ボディヒート 』（ 英： Poison Ivy ）は、1992年に製作されたアメリカの映画。B級作品ながら全米第1位初登場という記録的なヒットとなる。

## キャスト
- アイヴィ：ドリュー・バリモア
- シルビー：サラ・ギルバート
- ダリル：トム・スケリット
- ジョージー：シェリル・ラッド
- アラン・ストック
- レオナルド・ディカプリオ
- タイム・ウィンタース
- トニー・エルボリナ

## シリーズ
- 2作目『ボディヒート2/挑発』
- 3作目『ボディヒート/3人目の美少女』
- 4作目『ボディヒート/秘められた欲望』